# Knut Holte
Knut Holte (25 maggio 1967) è un ex calciatore norvegese, di ruolo difensore.

## Carriera

### Club
Holte giocò nello HamKam dal 1986 al 1990. Successivamente, dal 1991 al 1993, giocò 48 partite nella Tippeligaen e segnò 4 reti per il Lyn Oslo. Tra il 1994 ed il 1995 fu un calciatore dello Stabæk, per cui giocò 35 incontri e segnò 5 reti. Fu in squadra anche per il 1996, ma un'operazione al tendine d'Achille eseguita nel pre-stagione non portò il successo sperato. Annunciò così il ritiro.